# 榮濱村
榮濱村（日语：〔〕／ Sakaehama mura */?）是日本統治下的樺太的已不存在的一村，現在名為斯塔羅杜布斯科耶。